# Pengta, Sichuan
Pengta (kinesiska: 捧塔乡, 捧塔) är en socken i Kina. Den ligger i provinsen Sichuan, i den sydvästra delen av landet, omkring 170 kilometer väster om provinshuvudstaden Chengdu. Antalet invånare är 3 698. Befolkningen består av 1 259 kvinnor och 2 439 män. Barn under 15 år utgör 14,0 %, vuxna 15-64 år 79 %, och äldre över 65 år 6,0 %.
Genomsnittlig årsnederbörd är 1 190 millimeter. Den regnigaste månaden är juni, med i genomsnitt 234 mm nederbörd, och den torraste är januari, med 10 mm nederbörd.